# Tiffnerwinkl
Tiffnerwinkl je naselje v Občini Sokovo v Okraju Trg na Koroškem v Avstriji.